# 大相撲平成31年1月場所
大相撲平成31年1月場所（おおずもうへいせい31ねん1がつばしょ）は、2019年（平成31年）1月13日から1月27日までの間、東京都墨田区の国技館（両国国技館）で開催された大相撲本場所である。
幕内最高優勝は、関脇の玉鷲一朗（13勝2敗・初優勝）。

## 優勝争い
先場所（九州場所）が三横綱休場となった中、三横綱とも初日から出場し、特に先場所で精彩を欠き途中休場となった横綱・稀勢の里に注目が集まった。しかし稀勢の里は初日から小結・御嶽海と前頭筆頭・逸ノ城に連敗し、三日目で同期の前頭筆頭・栃煌山にも敗れて三連敗となったところで、4日目の朝に現役引退を発表、土俵を去ることになった。また、先場所全休の横綱・鶴竜も序盤戦が2勝3敗と黒星先行となったところで足首の痛みを訴えて6日目から休場した。
これに対し、同じく先場所全休だった横綱・白鵬は初日から白星を積み重ねて優勝争いを牽引する。優勝争いは9日目の時点で全勝の白鵬を1敗の平幕の千代の国、2敗の関脇・貴景勝と玉鷲、平幕の魁聖・矢後が追う展開となるが、10日目に1敗だった千代の国が勢に敗れ、この一戦で左膝複合靱帯損傷の重傷を負い11日目から休場となって優勝争いから離脱。2敗の貴景勝・魁聖・矢後も10日目に3敗目を喫し、この時点では10連勝を飾った白鵬が優勝争いできわめて優位な状態にあった。
ところが、白鵬は11日目に小結・御嶽海に敗れると、翌日には2敗で追う玉鷲に、さらにその翌日には3敗で追う貴景勝に敗れ3連敗となり、場所中に痛めた右膝と左足首の悪化を理由に14日目から休場し優勝争いから退くと共に、1場所15日制となって初めて「2場所続けての横綱不在の場所」となった。
優勝争いは13日目の時点で2敗の関脇・玉鷲を3敗の関脇・貴景勝が追い、玉鷲の勝ち星次第では4敗の魁聖らにも可能性が残っていたが、14日目に玉鷲と貴景勝が共に白星を挙げて優勝争いが両者に絞られた状況で千秋楽を迎える。玉鷲は平幕の遠藤を突き落としで下し、貴景勝の登場する結びの一番を待たずに初めての幕内最高優勝を決めた。34歳2ヶ月での初優勝は平成24年5月場所（夏場所）にて37歳8ヶ月で初優勝した旭天鵬に次ぐ高齢記録であった。
三賞は優勝した関脇・玉鷲が殊勲賞・敢闘賞のダブル受賞。優勝争いを演じた関脇・貴景勝が技能賞を獲得したほか、左膝負傷により8日目から4日間休場（不戦敗1敗を含む）しながら再出場し、昭和26年秋場所での備州山以来68年ぶりとなる「再出場後初戦での金星」を含め3連勝で13日目に勝ち越しを決めて三役の座を守った小結・御嶽海が殊勲賞を獲得した。なお、貴景勝はこの場所11勝4敗となり、連続3場所での勝ち星が大関昇進の目安となる「33勝」となったが、千秋楽の結びの一番で大関・豪栄道に一方に押し出された相撲内容が問題視され、大関昇進を見送られることになった。
場所前には幕内力士の平均体重が166.2kgと過去最高となった一方、東前頭9枚目に番付けされていた貴ノ岩が冬巡業中の付け人への暴行の責任を取る形で場所前に現役を引退するなど、何かと話題の多い場所であった。

## 番付・星取表（幕内）
| 成績       | 東       | 番付   | 西       | 成績       |
| ---------- | -------- | ------ | -------- | ---------- |
| 0勝4敗引退 | 稀勢の里 | 横綱   | 白鵬     | 10勝4敗1休 |
| 2勝4敗9休  | 鶴竜     | 横綱   |          |            |
| 9勝6敗     | 髙安     | 大関   | 豪栄道   | 9勝6敗     |
|            |          | 大関   | 栃ノ心   | 0勝5敗10休 |
| 11勝4敗    | 貴景勝   | 関脇   | 玉鷲     | 13勝2敗    |
| 5勝10敗    | 妙義龍   | 小結   | 御嶽海   | 8勝4敗3休  |
| 6勝9敗     | 栃煌山   | 前頭1  | 逸ノ城   | 6勝9敗     |
| 7勝8敗     | 錦木     | 前頭2  | 北勝富士 | 9勝6敗     |
| 7勝8敗     | 正代     | 前頭3  | 松鳳山   | 5勝10敗    |
| 6勝9敗     | 琴奨菊   | 前頭4  | 隠岐の海 | 7勝8敗     |
| 7勝8敗     | 碧山     | 前頭5  | 嘉風     | 3勝12敗    |
| 8勝7敗     | 千代大龍 | 前頭6  | 阿武咲   | 8勝7敗     |
| 6勝9敗     | 竜電     | 前頭7  | 大栄翔   | 9勝6敗     |
| 10勝5敗    | 魁聖     | 前頭8  | 朝乃山   | 7勝8敗     |
| 引退       | 貴ノ岩   | 前頭9  | 遠藤     | 10勝5敗    |
| 9勝6敗     | 宝富士   | 前頭10 | 阿炎     | 10勝5敗    |
| 9勝6敗     | 佐田の海 | 前頭11 | 勢       | 9勝6敗     |
| 6勝9敗     | 輝       | 前頭12 | 明生     | 8勝7敗     |
| 9勝6敗     | 矢後     | 前頭13 | 琴勇輝   | 4勝7敗4休  |
| 6勝9敗     | 豊山     | 前頭14 | 千代翔馬 | 6勝9敗     |
| 8勝3敗4休  | 千代の国 | 前頭15 | 琴恵光   | 7勝8敗     |
| 4勝11敗    | 大奄美   | 前頭16 | 大翔丸   | 3勝12敗    |

## 番付・星取表（十両）
| 成績       | 東       | 番付   | 西       | 成績      |
| ---------- | -------- | ------ | -------- | --------- |
| 8勝7敗     | 照強     | 十両1  | 大翔鵬   | 8勝7敗    |
| 6勝9敗     | 貴源治   | 十両2  | 隆の勝   | 2勝4敗9休 |
| 3勝12敗    | 安美錦   | 十両3  | 石浦     | 9勝6敗    |
| 10勝5敗    | 友風     | 十両4  | 德勝龍   | 7勝8敗    |
| 7勝8敗     | 若隆景   | 十両5  | 豊ノ島   | 10勝5敗   |
| 8勝7敗     | 白鷹山   | 十両6  | 千代丸   | 10勝5敗   |
| 7勝8敗     | 東龍     | 十両7  | 明瀬山   | 6勝9敗    |
| 9勝6敗     | 炎鵬     | 十両8  | 英乃海   | 6勝9敗    |
| 7勝8敗     | 旭大星   | 十両9  | 水戸龍   | 6勝9敗    |
| 6勝9敗     | 荒鷲     | 十両10 | 翔猿     | 7勝8敗    |
| 13勝2敗    | 志摩ノ海 | 十両11 | 剣翔     | 8勝7敗    |
| 1勝9敗引退 | 豪風     | 十両12 | 蒼国来   | 8勝7敗    |
| 9勝6敗     | 旭秀鵬   | 十両13 | 常幸龍   | 5勝9敗1休 |
| 8勝7敗     | 臥牙丸   | 十両14 | 千代の海 | 8勝5敗2休 |